# کالج بکر
کالج بکر یک کالج خصوصی در ووستر و لستر، ماساچوست بود. کالج بکر با اتحاد دو مؤسسه آموزشی ماساچوست - یکی در سال ۱۷۸۴ و دیگری در سال ۱۸۸۷ تأسیس شد. این کالج در پایان سال تحصیلی ۲۰۲۰–۲۱ بسته شد. این کالج بیش از ۴۰ رشته مقطع کارشناسی از جمله رشته‌های پرستاری، دامپزشکی و طراحی و توسعه بازی‌های ویدیویی را ارائه داد. ثبت نام این کالج در سال ۱۷–۲۰۱۶ تعداد ۱۸۹۲ نفر بود. کالج بکر بیش از ۲۱۰۰۰ فارغ‌التحصیل دارد.